# Вопіск Юлій Юл
Вопіск Юлій Юл (лат. Vopiscus Iulius Iullus; 510 до н. е. — після 473 до н. е.) — політичний і державний діяч Римської республіки, консул 473 року до н. е.

## Життєпис
Походив з патриціанського роду Юліїв. Син Гая Юлія Юла, консула 489 року до н. е., і брат Гая Юлія Юла, консула 482 року до н. е. Ім'я «Вопіск» означає близнюк, який залишився живим (при передчасних пологах й смерті другого блюзнюка).
У 473 році до н. е. його було обрано консулом разом з Луцієм Еміліїм Мамерком. Консули відмовилися здійснити роздачу земель і застосували суворі заходи при наборі війська, чим настроїли проти себе плебс і викликали великий конфлікт у суспільстві. 
Подальша доля Вопіска Юлія невідома.

## Родина
- Луцій Юлій Юл, консул 430 року до н. е.
- Секст Юлій Юл, військовий трибун з консульською владою у 424 році до н. е.